# أوغستين ويليام
أوغستين ويليام (بالفرنسية: Augustin Guillaume) هو عسكري فرنسي، ولد في 30 يوليو 1895 في Guillestre ‏ في فرنسا، وتوفي بنفس المكان في 9 مارس 1983.

## روابط خارجية
- أوغستين ويليام على موقع مونزينجر (الألمانية)